# Jakanur, Jamkhandi
Jakanur là một làng thuộc tehsil Jamkhandi, huyện Bagalkot, bang Karnataka, Ấn Độ.